# Spatangus
Spatangus (лат.) — род настоящих морских ежей семейства Spatangidae. Известно около 20 видов. Типовой вид — Spatangus purpureus.
Род Spatangus объединяет морских ежей, питающихся разлагающимся органическим материалом, детритом, как на поверхности грунта, так и под ним. Ископаемые останки морских ежей этого рода были обнаружены в отложениях Европы, США, Египта и Австралии от мела до плиоцена (от 85,8 до 2588 млн лет назад). 

## Виды
В род входят следующие виды:
- Echinocyamus apicatus Mortensen (1948)
- Spatangus altus Mortensen (1907)
- Spatangus baixadoleitensis Maury (1934a) †
- Spatangus beryl Fell (1963)
- Spatangus brissus
- Spatangus californicus H.L. Clark (1917)
- Spatangus capensis Döderlein (1905)
- Spatangus diomedeae Fell (1963)
- Spatangus glenni Cooke (1959) †
- Spatangus inermis Mortensen (1913)
- Spatangus luetkeni A. Agassiz (1872)
- Spatangus lutkeni A. Agassiz (1872)
- Spatangus mathesoni McKnight (1968)
- Spatangus multispinus Mortensen (1925)
- Spatangus pallidus H.L. Clark (1908)
- Spatangus paucituberculatus A. Agassiz & H.L. Clark (1907)
- Spatangus purpureus (O.F. Müller) (1776)
- Spatangus raschi Lovén (1869)
- Spatangus savignyi Fourtau
- Spatangus subinermis Pomel (1887)
- Spatangus tapinus Schenck (1928) †
- Spatangus thor Fell (1963)